# Glyphonycteris
Glyphonycteris — рід родини листконосові (Phyllostomidae), ссавець ряду лиликоподібні (Vespertilioniformes, seu Chiroptera).

## Опис
Довжина голови і тіла від 55 до 84 мм, довжина передпліччя від 37 до 58 мм, довжина хвоста від 8 до 15 мм і вага до 30 грамів. Шерсть довга, з волоссям, яке, як правило, одного кольору або триколірне, але ніколи двох кольорів. Спинна частина темна сіро-коричнева, а черевна варіюватися від сірого до темно-коричневого. Морда коротка. Вуха довгі, загострені. Хвіст короткий. Зубна формула: 1–2/3, 1/1, 2/3, 3/3 = 34–36.

## Поширення
Населяє Південну Америку.